# Elezioni europee del 2019
Le elezioni europee del 2019 si sono tenute nei 28 Stati membri dell'Unione europea tra il 23 e il 26 maggio, come deciso unanimemente dal Consiglio dell'Unione europea, con la libertà per ogni Stato membro di organizzarle in uno o più giorni tra questi secondo le consuetudini elettorali nazionali. Nel febbraio 2018 il Parlamento europeo aveva votato per far diminuire il numero degli eurodeputati da 751 a 705, nel caso in cui il Regno Unito avesse lasciato l'Unione europea il 29 marzo 2019.
Avendo la UE ed il Regno Unito concordato uno slittamento al 31 ottobre 2019 della data per l'uscita prevista dall'Articolo 50, il Regno Unito ha partecipato alle elezioni insieme agli altri Stati membri, pertanto il numero dei seggi allocati è stato lo stesso del 2014. Le variazioni nella composizione delle delegazioni nazionali hanno avuto effetto a seguito dell'effettiva uscita del Regno Unito.
Tutti i Paesi hanno iniziato lo spoglio dei voti alle 23:00 del 26 maggio, in modo da rendere lo scrutinio una procedura simultanea in tutta l'Unione. Le elezioni europee del 2019 hanno rappresentato la nona tornata elettorale per il Parlamento europeo, in quanto il primo voto popolare risale al 1979.

## Contesto

### Data delle elezioni
In accordo con gli articoli 10 e 11 sull'elezione diretta del Parlamento europeo, le elezioni devono essere tenute ogni cinque anni nel primo fine settimana disponibile al termine del precedente mandato elettorale. Poiché le elezioni europee del 2014 si sono tenute dal 22 al 25 maggio, le elezioni sono state fissate dal 23 al 26 maggio 2019. Ogni Stato membro dell'Unione europea ha avuto la libertà di definire in quali e per quanti giorni mantenere aperte le urne sul proprio territorio, sempre rispettando la finestra individuata, rendendo possibile a ciascun paese membro di scegliere dei giorni abituali: è stato il caso, ad esempio, della domenica in Germania e in Italia.
| 23 maggio                | 24 maggio | 25 maggio                                                      | 26 maggio |
| ------------------------ | --------- | -------------------------------------------------------------- | --- |
| Paesi Bassi, Regno Unito | Irlanda   | Dipartimenti francesi d'oltremare, Lettonia, Malta, Slovacchia | Austria, Belgio, Bulgaria, Croazia, Cipro, Danimarca, Estonia, Finlandia, Francia, Germania, Grecia, Italia, Lituania, Lussemburgo, Polonia, Portogallo, Romania, Slovenia, Spagna, Svezia, Ungheria |
| Paesi Bassi, Regno Unito | Rep. Ceca |                                                                | Austria, Belgio, Bulgaria, Croazia, Cipro, Danimarca, Estonia, Finlandia, Francia, Germania, Grecia, Italia, Lituania, Lussemburgo, Polonia, Portogallo, Romania, Slovenia, Spagna, Svezia, Ungheria |

### Presidente della commissione europea
Il trattato di Lisbona prevede che il parlamento europeo debba eleggere il presidente della Commissione europea, capo dell'esecutivo europeo, sulla base di una proposta fatta dal Consiglio europeo, prendendo in considerazione le elezioni europee (art. 17, par. 7 TEU). Queste disposizioni vengono applicate per la prima volta durante le elezioni europee del 2014.
I maggiori partiti hanno designato un candidato al ruolo di presidente: Manfred Weber per il Partito Popolare Europeo, Frans Timmermans per il Partito del Socialismo Europeo, Ska Keller e Bas Eickhout per il Partito Verde Europeo, Jan Zahradil per l'Alleanza dei Conservatori e dei Riformisti Europei, Violeta Tomič e Nico Cué per la Sinistra Unitaria Europea, mentre il Partito dell'Alleanza dei Liberali e dei Democratici per l'Europa ha designato una rosa di nomi (nota come "TeamEurope") scegliendo Guy Verhofstadt, Emma Bonino, Nicola Beer, Violeta Bulc, Katalina Cseh, Luis Garicano e Margrethe Vestager.

Candidati presidente
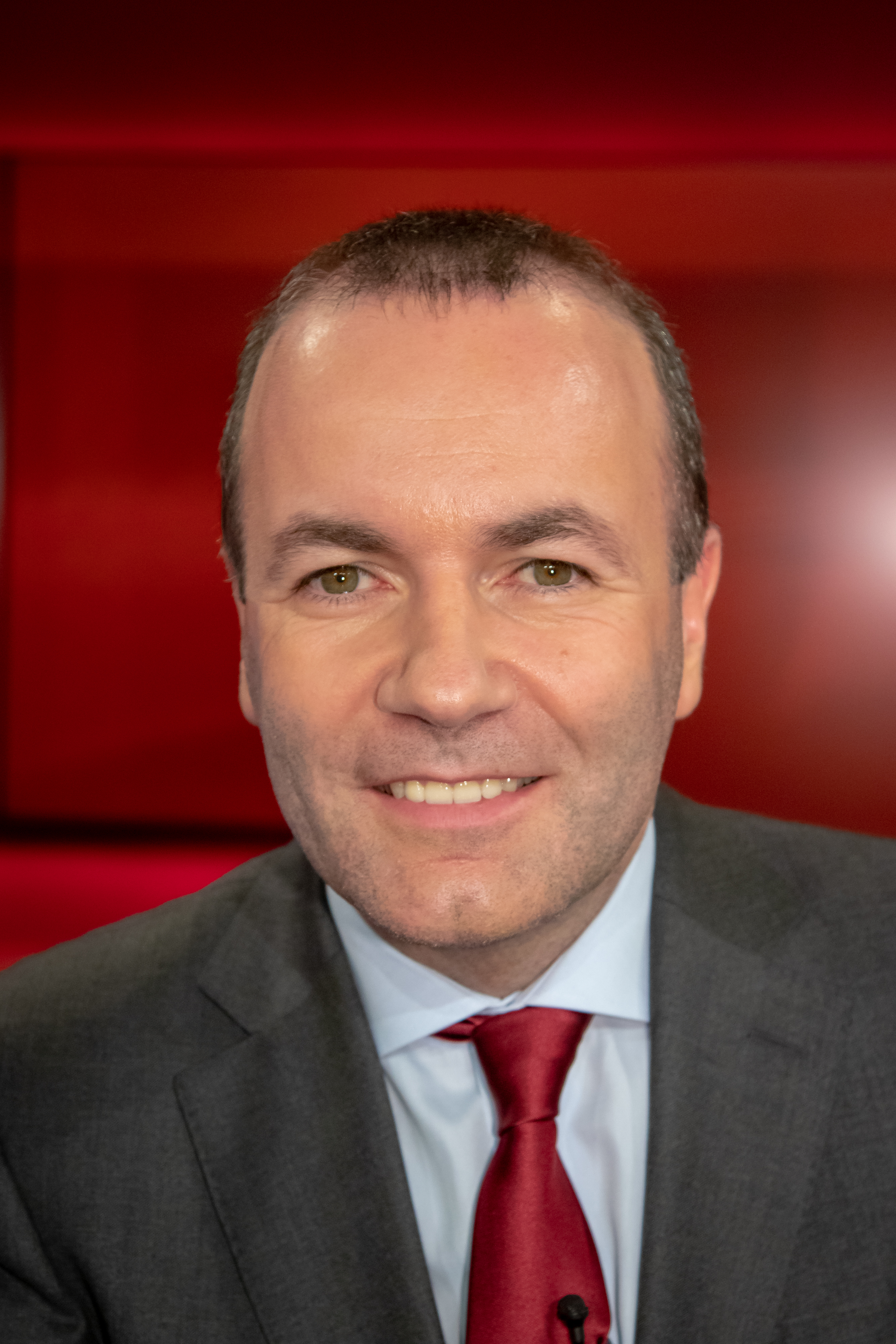
Manfred Weber (PPE)
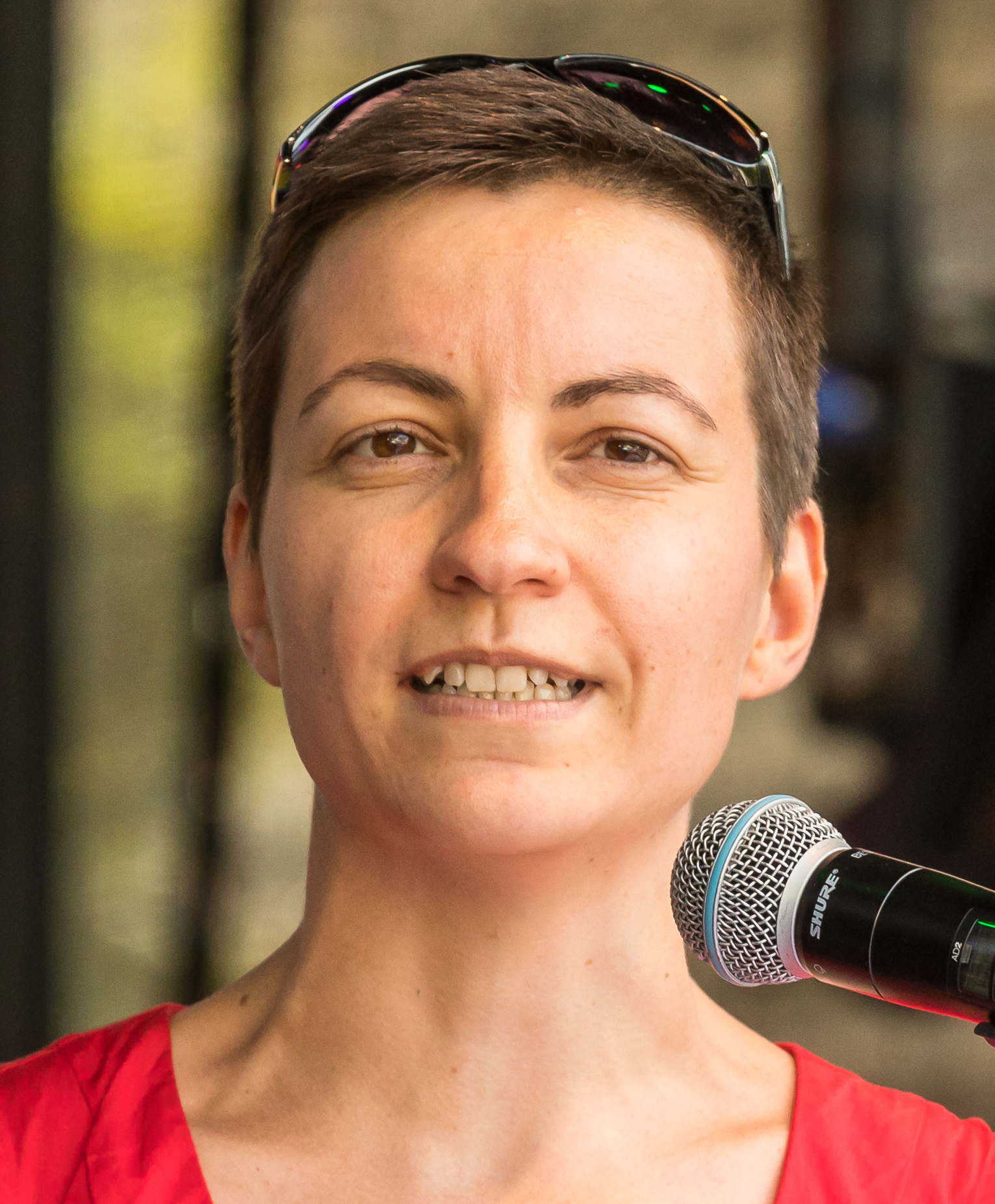
Ska Keller e Bas Eickhout (Verdi/ALE)
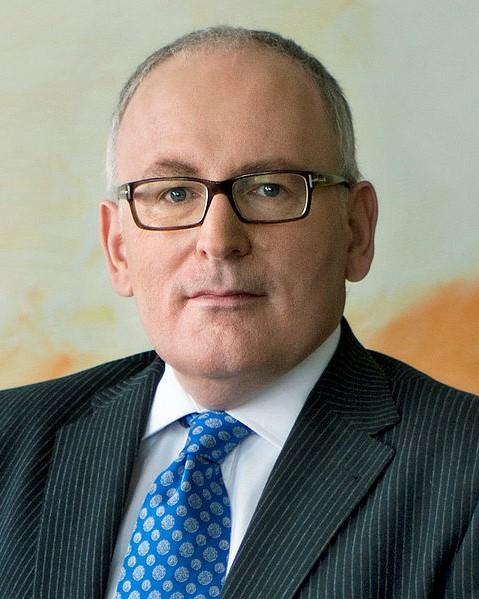
Frans Timmermans (S&D)
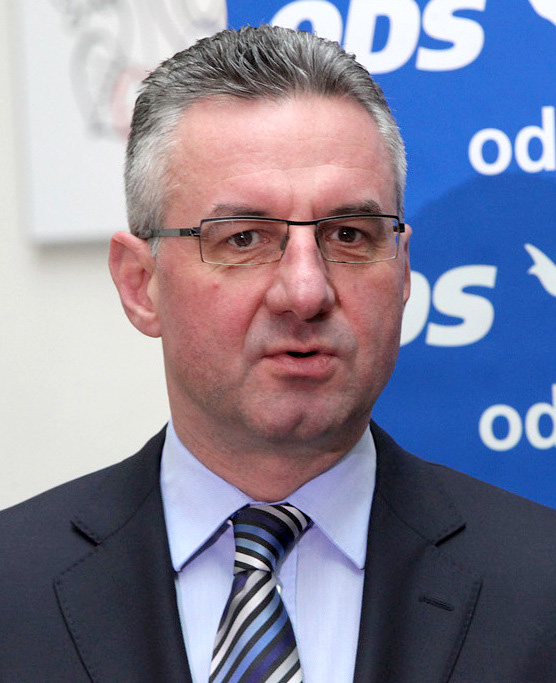
Jan Zahradil (ECR)
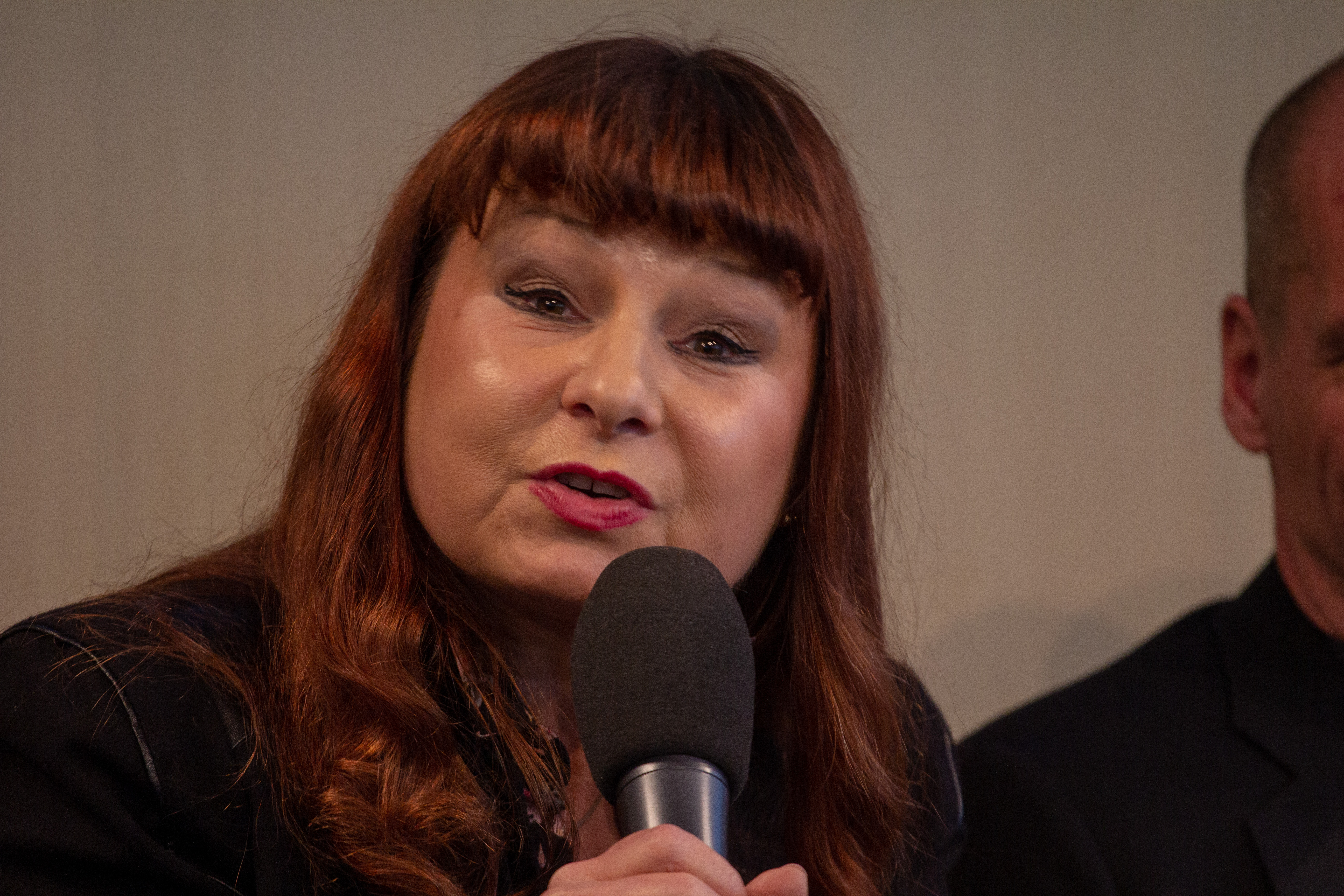
Violeta Tomič (GUE/NGL)
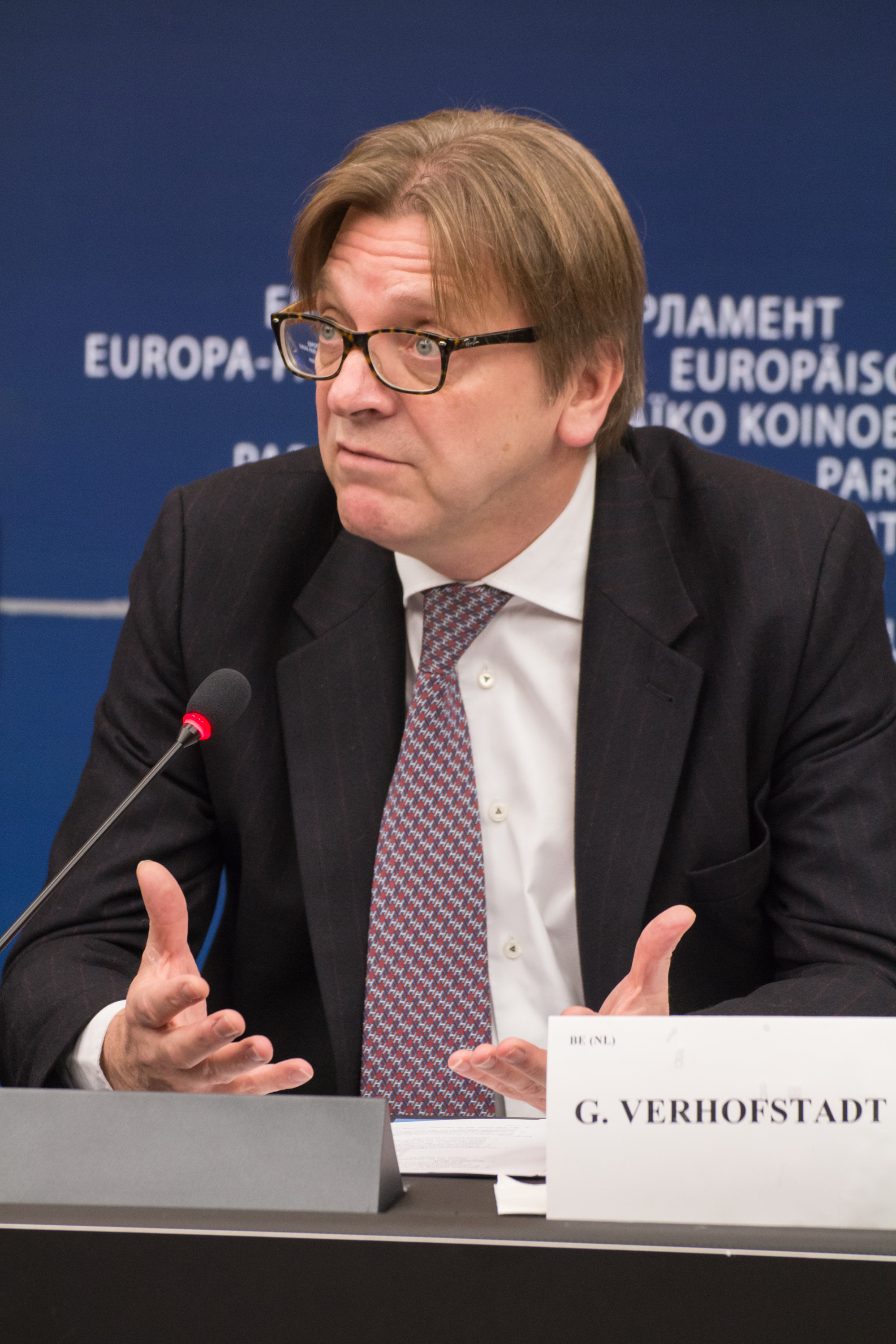
Guy Verhofstadt, Sylvie Goulard, Margrethe Vestager, Cecilia Malmström, Hans van Baalen, Emma Bonino, Violeta Bulc[5] (ALDE)

### Legge elettorale
Dall'ottobre 2008 Andrew Duff si appella al Parlamento europeo per una riforma della legge elettorale in vista delle elezioni del 2014, inclusa la creazione di un collegio di 25 seggi in cui ogni cittadino europeo possa essere autorizzato a votare sulla base di liste pan-europee. Duff è stato nominato relatore, in quanto il Parlamento ha il diritto di iniziativa in questo campo in cui il Consiglio si deve esprimere all'unanimità.
Dopo le elezioni del 2009, Duff ha proposto una nuova versione del suo articolo, che è stato adottato dal Comitato sugli Affari Costituzionali nell'aprile 2011. La sessione plenaria del Parlamento ha respinto tuttavia l'articolo al Comitato nel luglio 2011. Una terza versione dell'articolo fu pubblicata nel settembre 2011 e fu adottata dal Comitato Affari Costituzionali nel gennaio 2012; la proposta fu comunque ritirata prima di essere discussa dal Parlamento in plenaria nel marzo 2012, per timore che potesse essere nuovamente respinta.
Ciascuno Stato membro può stabilire la propria legge elettorale per l'attribuzione dei seggi che gli spettano, purché il metodo utilizzato sia proporzionale e la soglia di sbarramento non sia superiore al 5%.
- L'Irlanda e Malta utilizzano il voto singolo trasferibile;
- L'Austria, il Belgio, la Danimarca, la Finlandia, la Svezia, la Croazia, l'Italia e i Paesi Bassi utilizzano un sistema proporzionale con la possibilità di esprimere voti di preferenza;
- Il Lussemburgo utilizza un sistema proporzionale con possibilità di voto disgiunto;
- Negli altri Stati viene utilizzato un sistema proporzionale con liste bloccate.

La maggior parte degli Stati utilizza una circoscrizione unica nazionale per la ripartizione dei propri seggi ma vi è la possibilità per ciascuno Stato membro di suddividere il proprio territorio in più circoscrizioni elettorali.

### Ripartizione dei seggi
| Paese       | Con Regno Unito | Senza Regno Unito |
| ----------- | --------------- | ----------------- |
| Austria     | 18              | 19                |
| Belgio      | 21              | 21                |
| Bulgaria    | 17              | 17                |
| Cipro       | 6               | 6                 |
| Croazia     | 11              | 12                |
| Danimarca   | 13              | 14                |
| Estonia     | 6               | 7                 |
| Finlandia   | 13              | 14                |
| Francia     | 74              | 79                |
| Germania    | 96              | 96                |
| Grecia      | 21              | 21                |
| Irlanda     | 11              | 13                |
| Italia      | 73              | 76                |
| Lettonia    | 8               | 8                 |
| Lituania    | 11              | 11                |
| Lussemburgo | 6               | 6                 |
| Malta       | 6               | 6                 |
| Paesi Bassi | 26              | 29                |
| Polonia     | 51              | 52                |
| Portogallo  | 21              | 21                |
| Regno Unito | 73              | -                 |
| Rep. Ceca   | 21              | 21                |
| Romania     | 32              | 33                |
| Spagna      | 54              | 59                |
| Slovacchia  | 13              | 14                |
| Slovenia    | 8               | 8                 |
| Svezia      | 20              | 21                |
| Ungheria    | 21              | 21                |
| Totale      | 751             | 705               |

### Sondaggi
Non ci sono sondaggi paneuropei per le elezioni europee in tutti i 27-28 stati membri. Ciononostante, esistono organizzazioni che calcolano la distribuzione teorica dei seggi nel Parlamento Europeo sulla base di sondaggi nazionali condotti in ciascuno stato membro dell’UE. Questi sondaggi sono condotti anche nel Regno Unito, dal momento che il governo britannico ha annunciato il 7 maggio 2019 che, in assenza di un accordo sulla Brexit, il paese avrebbe partecipato alle elezioni europee.
| Sondaggi per numero di seggi                             | Sondaggi per numero di seggi | Sondaggi per numero di seggi | Sondaggi per numero di seggi | Sondaggi per numero di seggi | Sondaggi per numero di seggi | Sondaggi per numero di seggi | Sondaggi per numero di seggi | Sondaggi per numero di seggi | Sondaggi per numero di seggi                          | Sondaggi per numero di seggi | Sondaggi per numero di seggi    | Sondaggi per numero di seggi      | Sondaggi per numero di seggi |
| Istituto di ricerca                                      | Data                         | PPE                          | S&D                          | ECR                          | ALDE                         | Verdi/ALE                    | GUE-NGL                      | EFDD                         | ENF                                                   | NI                           | Altri estrema destra (nuovo+NI) | Altri estrema sinistra (nuovo+NI) | Altri moderati (nuovo+NI)    |
| -------------------------------------------------------- | ---------------------------- | ---------------------------- | ---------------------------- | ---------------------------- | ---------------------------- | ---------------------------- | ---------------------------- | ---------------------------- | ----------------------------------------------------- | ---------------------------- | ------------------------------- | --------------------------------- | ---------------------------- |
| European Elections Stats (Con Regno Unito; nuovo gruppo) | 14-05-2019                   | 183                          | 147                          | 52                           | 76 (Senza En Marche)         | 57                           | 48                           | 19 (come nuovo gruppo M5S)   | 73 (come Alleanza Europea dei Popoli e delle Nazioni) | →                            | 47                              | 2                                 | 47 (21 da En Marche)         |

## Affluenza
| Regioni                              | Regioni          | Regioni          | Regioni            | Regioni            | Regioni            | Regioni            | Regioni            | Regioni            | Regioni               | Regioni               | Regioni               |
| Europa orientale                     | Europa orientale | Europa orientale | Europa meridionale | Europa meridionale | Europa meridionale | Europa occidentale | Europa occidentale | Europa occidentale | Europa settentrionale | Europa settentrionale | Europa settentrionale |
| ------------------------------------ | ---------------- | ---------------- | ------------------ | ------------------ | ------------------ | ------------------ | ------------------ | ------------------ | --------------------- | --------------------- | --------------------- |
| Bulgaria                             | 30,83%           | 4,67%            | Cipro              | 44,99%             | 1,02%              | Austria            | 59,8%              | 14,1%              | Danimarca             | 66%                   | 9,6%                  |
| Rep. Ceca                            | 28,7%            | 9,22%            | Croazia            | 29,86%             | 4,8%               | Belgio             | 88,47%             | 1,53%              | Estonia               | 37,6%                 | 1,16%                 |
| Ungheria                             | 43,36%           | 14,44%           | Grecia             | 58,52%             | 0,32%              | Francia            | 50,12%             | 6,62%              | Finlandia             | 40,7%                 | 0,2%                  |
| Polonia                              | 45,68%           | 22,98%           | Italia             | 54,5%              | 4,18%              | Germania           | 61,41%             | 13,51%             | Irlanda               | 49,7%                 | 1,9%                  |
| Romania                              | 51,07%           | 18,91%           | Malta              | 72,7%              | 2,11%              | Lussemburgo        | 84,10%             | 5,9%               | Lettonia              | 33,6%                 | 3,56%                 |
| Slovacchia                           | 22,74%           | 9,74%            | Portogallo         | 31,4%              | 3,1%               | Paesi Bassi        | 41,9%              | 4,9%               | Lituania              | 53,08%                | 8,17%                 |
|                                      |                  |                  | Slovenia           | 28,32%             | 7,36%              |                    |                    |                    | Regno Unito           | 36,9%                 | 0,9%                  |
|                                      |                  |                  | Spagna             | 64,3%              | 18,4%              |                    |                    |                    | Svezia                | 54,65%                | 5,85%                 |
| Media                                | 37,06%           |                  | Media              | 48,07%             |                    | Media              | 64,3%              |                    | Media                 | 46,52%                |                       |
| Media Unione Europea 50,95% ( 8,34%) |                  |                  |                    |                    |                    |                    |                    |                    |                       |                       |                       |

## Gruppi politici
| Gruppo                    | Gruppo                                                   | Partiti europei                                                                                   | Seggi |
| ------------------------- | -------------------------------------------------------- | ------------------------------------------------------------------------------------------------- | ----- |
|                           | Gruppo del Partito Popolare Europeo                      | - Partito Popolare Europeo                                                                        | 182   |
|                           | Alleanza Progressista dei Socialisti e dei Democratici 1 | - Partito del Socialismo Europeo                                                                  | 154   |
|                           | Renew Europe                                             | - Partito dell'Alleanza dei Liberali e dei Democratici per l'Europa - Partito Democratico Europeo | 108   |
|                           | I Verdi/Alleanza Libera Europea                          | - Partito Verde Europeo - Alleanza Libera Europea - Partito Pirata Europeo - Volt Europa          | 74    |
|                           | Identità e Democrazia                                    | - Partito Identità e Democrazia                                                                   | 73    |
|                           | Gruppo dei Conservatori e dei Riformisti Europei         | - Alleanza dei Conservatori e dei Riformisti Europei - Movimento Politico Cristiano d'Europa      | 62    |
|                           | Sinistra Unitaria Europea/Sinistra Verde Nordica         | - Partito della Sinistra Europea - Alleanza della Sinistra Verde Nordica                          | 41    |
|                           | Non iscritti 1                                           | -                                                                                                 | 57    |
| Totale                    | Totale                                                   | Totale                                                                                            | 751   |
| Fonte: Parlamento europeo |                                                          |                                                                                                   |       |

| Riepilogo dei seggi (+/- elezioni 2014) | Riepilogo dei seggi (+/- elezioni 2014) | Riepilogo dei seggi (+/- elezioni 2014) | Riepilogo dei seggi (+/- elezioni 2014) | Riepilogo dei seggi (+/- elezioni 2014) | Riepilogo dei seggi (+/- elezioni 2014) | Riepilogo dei seggi (+/- elezioni 2014) |
| --------------------------------------- | --------------------------------------- | --------------------------------------- | --------------------------------------- | --------------------------------------- | --------------------------------------- | --------------------------------------- |
|                                         |                                         |                                         |                                         |                                         |                                         |                                         |
| GUE/NGL                                 | 41                                      | ▼ 11                                    |                                         | S&D                                     | 154                                     | ▼ 37                                    |
| Verdi/ALE                               | 74                                      | ▲ 24                                    |                                         | NI                                      | 57                                      | ▲ 5                                     |
| RE                                      | 108                                     | ▲ 41                                    |                                         | PPE                                     | 182                                     | ▼ 39                                    |
| ECR                                     | 62                                      | ▼ 8                                     |                                         | ID                                      | 73                                      | Nuovo                                   |

- 1 Tale fonte ricomprende 4 europarlamentari che, in realtà, non erano stati proclamati eletti al momento dell'inaugurazione della legislatura: la loro proclamazione avvenne successivamente, con «virtuale» efficacia retroattiva. Tali europarlamentari sono: per la Danimarca, Marianne Vind (Socialdemocratici, gruppo S&D), subentrata a Jeppe Kofod (rinunciatario al seggio in quanto nominato Ministro degli affari esteri nel Governo Frederiksen)[13]; per la Spagna: Carles Puigdemont e Antoni Comín (Junts per Catalunya, gruppo NI) e Oriol Junqueras (Sinistra Repubblicana di Catalogna, gruppo NI)[14].

## Ripartizione dei seggi
| Stato                   | PPE                           | S&D                     | RE                       | Verdi/ALE                                               | I&D      | ECR             | GUE/NGL                      | NI                    | Totale |
| ----------------------- | ----------------------------- | ----------------------- | ------------------------ | ------------------------------------------------------- | -------- | --------------- | ---------------------------- | --------------------- | ------ |
| Austria (risultati)     | 7 (ÖVP)                       | 5 (SPÖ)                 | 1 (NEOS)                 | 2 (Grüne)                                               | 3 (FPÖ)  |                 |                              |                       | 18     |
| Belgio (risultati)      | 2 (CD&V) 1 (CDH) 1 (CSP)      | 2 (PS) 1 (SP.A)         | 2 (Open VLD) 2 (MR)      | 2 (Ecolo) 1 (Groen)                                     | 3 (VB)   | 3 (N-VA)        | 1 (PTB)                      |                       | 21     |
| Bulgaria (risultati)    | 6 (GERB) 1 (DSB)              | 5 (BSP)                 | 3 (DPS)                  |                                                         |          | 2 (VMRO)        |                              |                       | 17     |
| Cipro (risultati)       | 2 (DISY)                      | 1 (EDEK) 1 (DIKO)       |                          |                                                         |          |                 | 2 (AKEL)                     |                       | 6      |
| Croazia (risultati)     | 4 (HDZ)                       | 3 (SDP)                 | 1 (IDS)                  |                                                         |          | 1 (HKS)         |                              | 1 (Živi zid) 1 (Ind.) | 11     |
| Danimarca (risultati)   | 1 (C)                         | 3 (S)                   | 3 (V) 2 (B)              | 2 (SF)                                                  | 1 (O)    |                 | 1 (EL)                       |                       | 13     |
| Estonia (risultati)     |                               | 2 (SDE)                 | 2 (RE) 1 (KE)            |                                                         | 1 (EKRE) |                 |                              |                       | 6      |
| Finlandia (risultati)   | 3 (Kok.)                      | 2 (SDP)                 | 2 (Kesk.) 1 (SFP)        | 2 (VIHR)                                                | 2 (PS)   |                 | 1 (Vas.)                     |                       | 13     |
| Francia (risultati)     | 8 (LR–LC)                     | 5 (PS–PP– ND–PRG)       | 21 (REM–MoDem)           | 12 (EELV)                                               | 22 (RN)  |                 | 6 (FI)                       |                       | 74     |
| Germania (risultati)    | 23 (CDU) 6 (CSU)              | 16 (SPD)                | 5 (FDP) 2 (LE)           | 21 (B’90/Grüne) 1 (ÖDP) 1 (Piraten) 1 (Volt) 1 (PARTEI) | 11 (AfD) | 1 (Familie)     | 5 (Linke) 1 (Tierschutz)     | 1 (PARTEI)            | 96     |
| Grecia (risultati)      | 8 (ND)                        | 2 (KINAL)               |                          |                                                         |          | 1 (EL)          | 6 (SYRIZA)                   | 2 (KKE) 2 (XA)        | 21     |
| Irlanda (risultati)     | 4 (FG)                        |                         | 1 (FF)                   | 2 (GP)                                                  |          |                 | 2 (I4C) 1 (SF) 1 (Ind.)      |                       | 11     |
| Italia (risultati)      | 6 (FI) 1 (SVP)                | 19 (PD-SE)              |                          |                                                         | 28 (LSP) | 5 (FdI)         |                              | 14 (M5S)              | 73     |
| Lettonia (risultati)    | 2 (JV)                        | 2 (Saskaņa SDP)         | 1 (AP!)                  | 1 (LKS)                                                 |          | 2 (NA)          |                              |                       | 8      |
| Lituania (risultati)    | 3 (TS-LKD) 1 (Ind.)           | 2 (LSDP)                | 1 (DP) 1 (LRLS)          | 2 (LVŽS)                                                |          | 1 (LLRA)        |                              |                       | 11     |
| Lussemburgo (risultati) | 2 (CSV)                       | 1 (LSAP)                | 2 (DP)                   | 1 (Gréng)                                               |          |                 |                              |                       | 6      |
| Malta (risultati)       | 2 (PN)                        | 4 (PL)                  |                          |                                                         |          |                 |                              |                       | 6      |
| Paesi Bassi (risultati) | 4 (CDA) 1 (CU) 1 (50+)        | 6 (PvdA)                | 4 (VVD) 2 (D66)          | 3 (GL)                                                  |          | 3 (FvD) 1 (SGP) | 1 (PvdD)                     |                       | 26     |
| Polonia (risultati)     | 11 (PO) 3 (PSL) 3 Ind.        | 5 (SLD) 3 (Wiosna)      |                          |                                                         |          | 24 (PiS) 2 (SP) |                              |                       | 51     |
| Portogallo (risultati)  | 6 (PSD) 1 (CDS-PP)            | 9 (PS)                  |                          | 1 (PAN)                                                 |          |                 | 2 (CDU: PCP) 2 (BE)          |                       | 21     |
| Regno Unito (risultati) |                               | 10 (Lab)                | 16 (LibDem) 1 (Alliance) | 7 (Verdi) 3 (SNP) 1 (PC)                                |          | 4 (Con)         | 1 (SF)                       | 29 (BP) 1 (DUP)       | 73     |
| Rep. Ceca (risultati)   | 2+1 (TOP 09+STAN) 2 (KDU-ČSL) |                         | 6 (ANO)                  | 3 (Pirati)                                              | 2 (SPD)  | 4 (ODS)         | 1 (KSČM)                     |                       | 21     |
| Romania (risultati)     | 10 (PNL) 2 (UDMR) 2 (PMP)     | 8 (PSD) 2 (PRO Romania) | 4 PLUS) 3 (USR 1 Ind.    |                                                         |          |                 |                              |                       | 32     |
| Slovacchia (risultati)  | 2 (SPOLU) 1 (KDH) 1 (OĽaNO)   | 3 (Smer-SD)             | 2 (PS)                   |                                                         |          | 2 (SaS)         |                              | 2 (ĽSNS)              | 13     |
| Slovenia (risultati)    | 2+1 (SDS+SLS) 1 (NSi)         | 2 (SD)                  | 2 (LMS)                  |                                                         |          |                 |                              |                       | 8      |
| Spagna (risultati)      | 12 (PP)                       | 20 (PSOE)               | 7 (C's) 1 (PNV)          | 1 (ERC) 1 (CatComú)                                     |          | 3 (VOX)         | 3 (Podemos) 2 IU 1 (EhBildu) | 2 (JxCat) 1 ERC       | 54     |
| Svezia (risultati)      | 4 (M) 2 (KD)                  | 5 (SAP)                 | 2 (C) 1 (L)              | 2 (MP)                                                  |          | 3 (SD)          | 1 (V)                        |                       | 20     |
| Ungheria (risultati)    | 12+1 (Fidesz+KDNP)            | 1 (MSZP) 4 (DK)         | 2 (MoMo)                 |                                                         |          |                 |                              | 1 (Jobbik)            | 21     |
| Totale                  | 182                           | 154                     | 108                      | 74                                                      | 73       | 62              | 41                           | 57                    | 751    |

### Seggi assegnati per effetto della Brexit
| Paese       | Seggi | Liste | Gruppi              |
| ----------- | ----- | --- | ------------------- |
| Austria     | 1     | I Verdi | Verdi/ALE           |
| Croazia     | 1     | Partito Socialdemocratico di Croazia                                                                        | S&D                 |
| Danimarca   | 1     | Venstre | RE                  |
| Estonia     | 1     | Patria | PPE                 |
| Finlandia   | 1     | Lega Verde                                                                                                  | Verdi/ALE           |
| Francia     | 5     | 1 - Rassemblement National 2 - La République En Marche 1 - Europa Ecologia I Verdi 1 - Partito Socialista   | ID RE Verdi/ALE S&D |
| Irlanda     | 2     | 1 - Fine Gael 1 - Fianna Fáil                                                                               | PPE RE              |
| Italia      | 3     | 1 - Lega 1 - Forza Italia 1 - Fratelli d'Italia                                                             | ID PPE ECR          |
| Paesi Bassi | 3     | 1 - Partito Popolare per la Libertà e la Democrazia 1 - Forum per la Democrazia 1 - Partito per la Libertà  | RE NI ID            |
| Polonia     | 1     | Diritto e Giustizia                                                                                         | ECR                 |
| Romania     | 1     | Partito Social Democratico                                                                                  | S&D                 |
| Slovacchia  | 1     | Movimento Cristiano-Democratico                                                                             | PPE                 |
| Spagna      | 5     | 1 - Partito Socialista Operaio Spagnolo 1 - Partito Popolare 1 - Ciudadanos 1 - Vox 1 - Junts per Catalunya | S&D PPE RE ECR NI   |
| Svezia      | 1     | Partito Ambientalista i Verdi                                                                               | Verdi/ALE           |
| Totale      | 27    | |                     |